# Twin Peaks (Tuolumne County)
Die Twin Peaks sind zwei Gipfel in der Sierra Nevada im Bundesstaat Kalifornien der Vereinigten Staaten. Der westliche Gipfel hat eine Höhe von 3758 m, der östliche ist 3731 m hoch. Sie liegen auf der Grenze zwischen dem Tuolumne County und dem Mono County.
Südlich und westlich erstreckt sich der Yosemite-Nationalpark, im Nordosten liegt die Hoover Wilderness. Gipfel in der Umgebung sind Matterhorn Peak im Nordwesten in der Sawtooth Ridge, der Virginia Peak im Süden und der Whorl Mountain im Südwesten. Die Dominanz beträgt 7,7 km, der Berg ist also die höchste Erhebung im Umkreis von 7,7 km. Er wird überragt von dem ostsüdöstlich liegenden Dunderberg Peak.